# Iris du Pré
Iris du Pré (Iris Greep) (Devon, 1914. június 6. – 1985. szeptember 27.) angol zongoraművész és zeneszerző, karmester és pedagógus.
Két híres zenész, (Jacqueline du Pré és Hilary du Pré) édesanyja. Zenetanárként oktatta az idősebbik lányát (Hilary-t) fuvolázni és fiatalabbik lányát (Jacqueine-t) csellózni. Az 1970-es években az Apsley Grammar Schoolban tanított, Hemel Hempstead-ben, az állami szektorban.